# Die Outsider (Film)
Die Outsider (Originaltitel: The Outsiders) ist ein US-amerikanisches Filmdrama von Francis Ford Coppola aus dem Jahr 1983. Die Handlung beruht auf dem gleichnamigen Roman Die Outsider von Susan E. Hinton aus dem Jahr 1967. Zum Start des Films waren viele der Darsteller des Films noch unbekannte Jungschauspieler, einige gehörten später jedoch zum Brat Pack des Hollywoods der 1980er-Jahre. 1990 folgte noch eine kurzlebige Fernsehserie.

## Handlung
Tulsa, Oklahoma. Mitte der 1960er-Jahre: Der vierzehnjährige Ponyboy Curtis lebt mit seinen älteren Brüdern Darrel und Sodapop in einem heruntergekommenen Haus am Stadtrand. Seit dem Tod der Eltern lastet die Verantwortung auf dem ältesten Bruder Darrel, der die Familie zusammenhalten will und daher sehr streng mit Ponyboy umgeht. Die Brüder sind Mitglieder in der Jugendgang „The Greasers“, die durch eine Vorliebe für Rock, Lederklamotten und längere Haare auffallen und aus sozial schwachen Familien kommen. Sie geraten häufiger in Streitereien mit anderen Gangs. Dazu gehören insbesondere die aus wohlhabenderen Verhältnissen kommenden „The Socs“ (ausgesprochen: [soshus]).
Dallas „Dally“ Winston, ein eben erst aus dem Gefängnis entlassener Greaser, spricht in einem Autokino zwei Mädchen an: Cherry und Marcia, die ihn abweisen. Ponyboy Curtis und Johnny Cade, die zu den jüngsten Greasern gehören, unterhalten sich dagegen mit den beiden Mädchen, die die beiden Jungen sympathisch finden. Cherry und Marcia treffen dann ihre Dauerfreunde, die Socs, die sie mit einem Ford Mustang, dem typischen Fortbewegungsmittel der Straßengang, heimbringen und wütend über deren Bekanntschaft mit den Greasern sind. Nachts werden Ponyboy und Johnny in einem Park von einer Gruppe betrunkener Socs provoziert. Im Wasser eines Brunnen wird Pony von den Kontrahenten fast ertränkt, weshalb Johnny sein Messer zückt und damit Bob Sheldon ersticht, den Anführer der „Socs“.
Auf Anraten von Dallas entschließen sich Ponyboy und Johnny, in eine verfallene Kirche nahe Windrixville zu fliehen und sich dort versteckt zu halten. In der Ruhe der Abgeschiedenheit auf dem Land fernab der Großstadt lesen sie gemeinsam den Roman Vom Winde verweht von der Schriftstellerin Margaret Mitchell und unterhalten sich intensiv über das, was für sie das Leben auszeichnet und was sie sich von diesem erhoffen. Dabei quälen Johnny schwere Schuldgefühle in Bezug auf die Tatsache, einen Menschen umgebracht zu haben. In diesem Zusammenhang plagt ihn die Frage, wie er mit dieser Schuld auf seinem Gewissen weiterleben soll. Als sie von einem kurzen Abstecher zurückkehren, sehen Dallas, Johnny und Ponyboy ein Feuer in der Kirchenruine brennen, in der sie zuvor Zigaretten geraucht hatten. Sie retten die dort auf einem Schulausflug befindlichen Kinder. Johnny wird unglücklicherweise von einem herabfallenden Holzbalken getroffen und erst in letzter Sekunde von Dallas Winston gerettet. Johnny wird schwer verletzt in ein Krankenhaus eingeliefert, Ponyboy und Dallas kommen mit Rauchvergiftungen und leichten Verbrennungen davon. Zwischen den Gangs kommt es unterdessen in der Dunkelheit und bei strömendem Regen zu einer Schlägerei, die die „Greasers“ gewinnen.
Dallas und Ponyboy erzählen sofort Johnny im Krankenhaus von diesem Sieg, der aber nichts mehr von solchen Kämpfen wissen will. Kurz vor seinem Tod gibt der körperlich geschwächte Johnny flüsternd seinem Freund Ponyboy ein wohlmeinendes Motto für dessen weiteres Leben mit auf den Weg, in Anlehnung an das Gedicht Nothing Gold Can Stay des Schriftstellers Robert Frost, das die beiden Jugendlichen auf der Flucht zu interpretieren versuchten: „Bleib golden!“ (zum offiziellen Soundtrack des Films gehört der Song Stay Gold von Sänger Stevie Wonder und Musiker Carmine Coppola, den man zu Beginn und am Ende des Spielfilms hört). Dallas ist verzweifelt, da Johnny der einzige Mensch war, den er wirklich ins Herz geschlossen hatte. Er dreht schließlich durch, bedroht den Besitzer eines Zeitschriftenladens mit einer nicht geladenen Pistole, flieht und will Ponyboy und seine Brüder im Park treffen, wird dort aber von der Polizei gestellt. Der suizidale Dallas legt mit seiner ungeladenen Pistole auf die Polizisten an, da Johnny das Einzige war, das ihm etwas bedeutete.
Ponyboy wird wegen des Todes von Bob Sheldon vor Gericht gestellt, aber – auch dank der fairen Aussagen der Socs – als unschuldig freigesprochen und darf bei seinen Brüdern bleiben. Zwischen den verfeindeten Gruppen ist etwas Ruhe eingekehrt, die Kluft bleibt allerdings bestehen. Beim Blättern durch Johnnys Ausgabe von Vom Winde verweht findet Ponyboy einen Brief von diesem an ihn, in dem er die Rettung der Kinder für die richtige Entscheidung erklärt, da diese sowieso mehr Chancen in ihrem Leben als er hätten. Nachdenklich schreibt Ponyboy einen Schulaufsatz über seine Erlebnisse.

## Hintergründe
1967 erschien das Buch Die Outsider der damals erst neunzehnjährigen Autorin Susan E. Hinton, die darin auch autobiografische Elemente verarbeitete. Hintons Buch ist bis heute – insbesondere in den USA – ein Longseller und häufiger Bestandteil des Schulunterrichts. Francis Ford Coppola wurde auf das Buch durch einen Brief von Jo Ellen Misakian, einer Bibliothekarin einer Schule im kalifornischen Fresno, im Jahr 1980 aufmerksam. Da The Outsiders oft das einzige Buch war, an dem insbesondere Jungen auf der Schule Interesse hatten, schrieb sie im Namen der Siebt- und Achtklässler ihrer Schule den Wunsch nach einer Verfilmung des Buches an Coppola. Sie schrieb an diesen Regisseur, da er mit Der schwarze Hengst (1979) gerade die erfolgreiche Verfilmung eines Jugendbuches produziert hatte. Coppola las daraufhin The Outsiders und war der Meinung, dass die Handlung das Potenzial zu einem guten Film hätte.

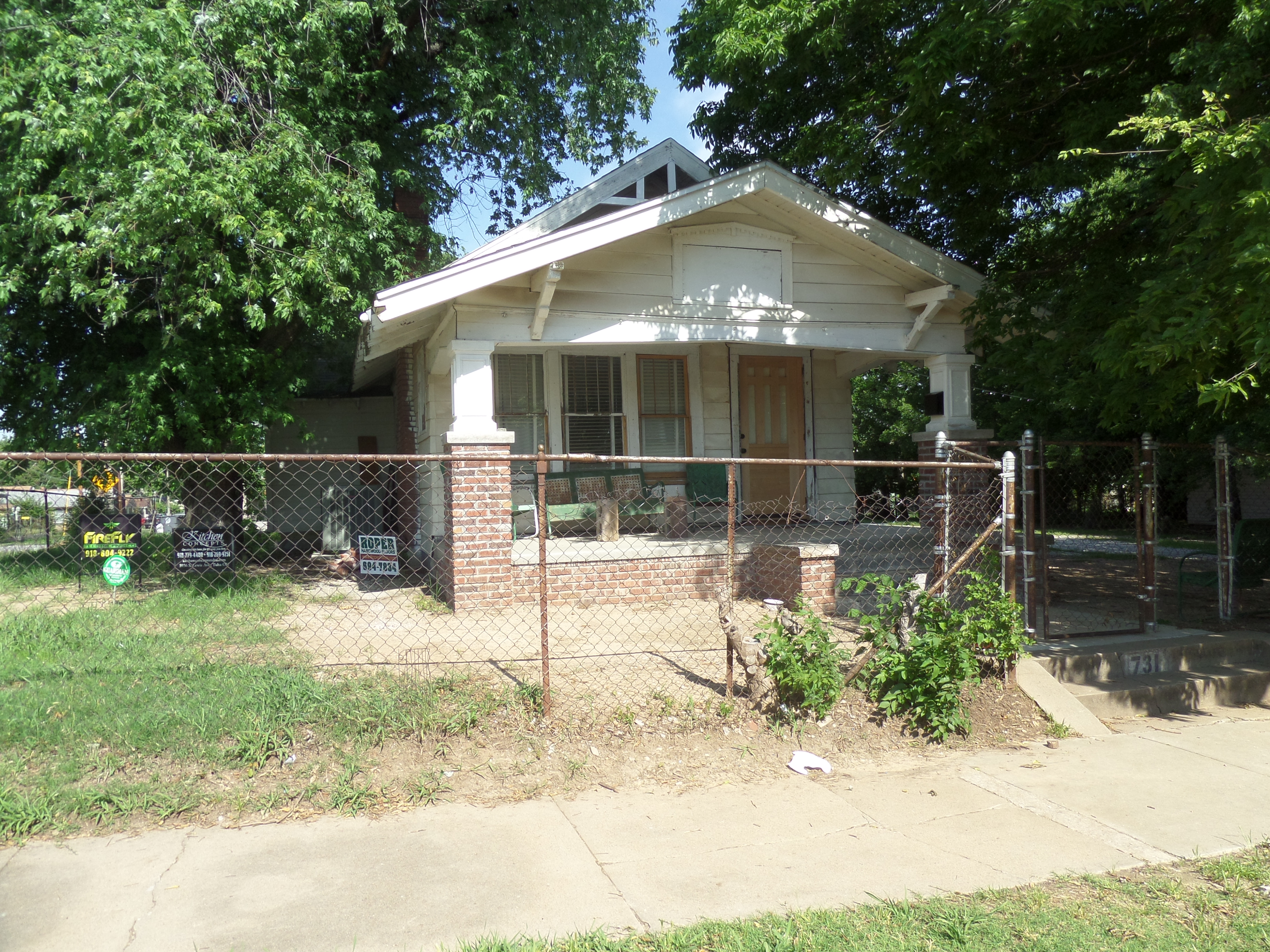
Das für den Film verwendete Haus steht an der 731 Curtis Brothers Lane in Tulsa. Heute befindet sich darin ein Museum über The Outsiders

Die Dreharbeiten fanden zwischen März und Mai 1982 in Tulsa, dem Handlungsort von Hintons Roman, statt. Die Produktionskosten betrugen schätzungsweise zehn Millionen US-Dollar. Obgleich ein guter Teil der Besetzung später sehr bekannt werden sollte, galt bei der Veröffentlichung des Filmes nur Matt Dillon als wirklich bekannter Name. Während der Dreharbeiten spielten einige der jungen Schauspieler anderen Beteiligten am Film viele Streiche.
Coppola selbst bezeichnete den Film, der einen deutlich kommerzielleren Charakter als einige seiner vorherigen Filme hatte, als „ein Vom Winde verweht für vierzehnjährige Mädchen“. Das Buch Vom Winde verweht nimmt eine wichtige Stellung im Film ein, zudem referenzieren einige Szenen den Filmklassiker (so stehen die Jugendlichen mehrmals wie Scarlett und ihr Vater im goldenen bis orangen Licht der Abendsonne). Bereits während der Dreharbeiten arbeitete Coppola mit S. E. Hinton am Drehbuch zu Rumble Fish, ebenfalls basierend auf einem Buch Hintons. Nur wenige Wochen nach Drehschluss von The Outsiders wurde Rumble Fish begonnen, teilweise mit denselben Mitgliedern aus Filmcrew und Besetzung. Der expressionistisch und Noir-artig inszenierte Rumble Fish wird daher häufig als „Schattenzwilling“ mit The Outsiders verglichen.

### Unterschiedliche Fassungen
Der Verleiher des Films, Warner Brothers, ließ den Film gegen Coppolas Wunsch auf etwa 90 Minuten kürzen, weil man der Meinung war, dass er sonst für die relativ junge Zielgruppe zu lang werden würde.
Im Jahr 2005 wurde eine neu geschnittene Version mit dem Untertitel The Complete Novel veröffentlicht, die gemeinsam von Francis Ford Coppola und Kim Aubry produziert wurde. Ein wesentlicher Grund für die Herausgabe der neuen Version bestand für Coppola darin, den Film an die Buchvorlage von Susan E. Hinton anzupassen und die Geschichte somit zu vervollständigen, außerdem die Charaktere genauer zu erfassen. Die neue Version ist mit 113 Minuten 22 Minuten länger als die Kinoversion von 1983. Die größte Ergänzung ist die im Kinofilm fehlende Eingangsszene, bei der Ponyboy aus einem Kino kommt und von einer Gruppe Socs verfolgt und überfallen wird, zusammen mit den darauf folgenden Szenen vor dem Haus der Curtis-Brüder. Auch am Soundtrack wurden Veränderungen vorgenommen: Er umfasst nun auch Stücke von Elvis Presley, die Coppola in der alten Version nicht unterbringen konnte.
Die neue Version ist im November 2011 in Deutschland erschienen (DVD und Blu-ray, jeweils als 2-Disc-Edition). Eingefügte beziehungsweise verlängerte Szenen sind in englischer Originalsprache mit deutschen Untertiteln belassen. Am 12. August 2012 zeigte der deutsch-französische Kulturkanal Arte erstmals die komplett neu synchronisierte Langfassung im Fernsehen. Die alte, kürzere Version ist in Spanien unter dem Titel Rebeldes auf DVD erschienen und umfasst neben der spanischen auch die englische Tonspur.

### Synchronisation
Die deutsche Synchronisation entstand im Jahr 1983 in West-Berlin, nach einem Dialogbuch von Rainer Brandt unter der Dialogregie von Ronald Nitschke.
Für die neu geschnittene Version des Filmes gab der deutsch-französische Kulturkanal Arte im Jahr 2012 eine neue Synchro in Auftrag. Die Synchronisation entstand diesmal bei der Cinephon Filmproduktions GmbH unter der Dialogregie von Martin Schmitz in Berlin.
| Rolle                    | Darsteller       | Synchronsprecher       | Synchronsprecher          |
| Rolle                    | Darsteller       | 1. Synchro (1983)      | 2. Synchro (2012)         |
| ------------------------ | ---------------- | ---------------------- | ------------------------- |
| Ponyboy Curtis           | C. Thomas Howell | Oliver Rohrbeck        | Constantin von Jascheroff |
| Dallas „Dally“ Winston   | Matt Dillon      | Ronald Nitschke        | Dominik Auer              |
| Johnny Cade              | Ralph Macchio    | Frank Schaff           | David Wittmann            |
| Darrel „Darry“ Curtis    | Patrick Swayze   | Joachim Tennstedt      | Tommy Morgenstern         |
| Sodapop Curtis           | Rob Lowe         | Uwe Paulsen            | Nicolás Artajo            |
| Keith „Two-Bit“ Matthews | Emilio Estevez   | Thomas Petruo          | Nico Sablik               |
| Steve Randle             | Tom Cruise       | Mathias Einert         | Konrad Bösherz            |
| Tim Shepard              | Glenn Withrow    | Knut Reschke           | Ricardo Richter           |
| Sherri „Cherry“ Valance  | Diane Lane       | Madeleine Stolze       | Kaya Marie Möller         |
| Randy Anderson           | Darren Dalton    | Hans-Jürgen Dittberner | Wanja Gerick              |
| Marcia                   | Michelle Meyrink | Maud Ackermann         | Lisa May-Mitsching        |
| Krankenschwester         | S. E. Hinton     | Sabine Sebastian       | Judith Hoersch            |

## Kritiken
Das Lexikon des internationalen Films befindet: „Unverkennbar an den James-Dean-Mythos anknüpfend, beschwört der Film die Erinnerung an Vergangenes, wobei Coppola ebenso routiniert wie virtuos lyrische Szenen entwirft, die gelegentlich bewußt die Nähe zu nostalgischem Kitsch suchen. Dabei entsteht eine ungewöhnliche Atmosphäre von großer Intensität und Dichte, die zu einer distanzierenden Haltung zwingt und für eine reflektierende, die Gegensätze überwindende Vernunft plädiert.“
Anlässlich der Präsentation der Neufassung schrieb Manohla Dargis 2005 in der New York Times, der Film habe bei seiner Veröffentlichung im Jahr 1983 neutrale und sogar negative Kritiken gehabt. So nannte etwa New-York-Times-Filmkritiker Vincent Canby Die Outsider „ein goldüberglänztes Melodram um Akne und Angst.“
Roger Ebert kritisiert in der Chicago Sun-Times, der Regisseur sei so fixiert auf seine Vorstellungen eines bestimmten Film-Looks der 1950er Jahre, was Sound und Inszenierung angeht, dass die Figuren auf der Leinwand wie in gerahmten Gemälden erschienen. Für Matt Dillon etwa, der in der Verfilmung des Hinton-Romans Tex überzeugend einen dreidimensionalen Charakter verkörperte, bleibe wenig mehr zu tun als das übliche … denn sie wissen nicht, was sie tun-Gebaren. Ebert bezeichnet den Film als Stilübung, der es an Leben und Spontanität fehle.
Auch der Spiegel moniert: „Hat nun auch der beharrlichste Avantgardist Hollywoods auf das gesetzt, was die Branche als Selbstgänger erkannt hat: den Teenie-Film? Aber Coppola wäre nicht, der er ist, wenn er nicht versuchte, das Genre zu überhöhen, ein Epos zu schaffen, wo eine Novelle angebrachter wäre. Ständig auf der Suche nach amerikanischen Mythen“ werden hier sämtliche „Klassiker der Jugendnostalgie hemmungslos zitiert“, von … denn sie wissen nicht, was sie tun und West Side Story bis zu American Graffiti und The Last Picture Show, allerdings, so die Rezensentin Barbara von Jhering, auch „witz- und wirkungslos“. Coppola inszeniere den Jugendbuch-Bestseller von 1967 „wie in die eigene verlorene Jugend verliebt, voll kalkulierter Sentimentalität und ungeachtet der Tatsache, daß inzwischen die Arbeitslosigkeit im Leben junger Leute breiteren Raum einnimmt als Bandenromantik.“ An der sozialen Dimension, die der Geschichte innewohne, sei Coppola nicht interessiert, konstatiert von Jhering, ihm ginge es „um das Mythologisieren eines längst besser behandelten Themas.“

## Auszeichnungen
Francis Ford Coppola wurde im Jahr 1983 für einen Preis des Moskauer Internationalen Filmfestivals nominiert. C. Thomas Howell gewann 1984 den Young Artist Award, der Film als bester Familienfilm und Diane Lane wurden für den Young Artist Award nominiert.